# Вега (производственное объединение)

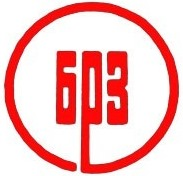
Логотип Бердского радиозавода (использовался до 1985 года)

Производственное объединение «Вега» (ПО «Вега») — один из крупнейших производителей бытовой радиотехники в СССР.
Находился в городе Бердске Новосибирской области. По окончании 11 пятилетки завод награждён Орденом Трудового Красного Знамени, а его сотрудники - другими Государственными наградами СССР.

## История

### Советская эпоха
В ноябре 1941 года в Бердск был эвакуирован харьковский завод № 296, выпускавший всю войну оптико-механические авиационные приборы. На его базе 14 октября 1946 года был создан Государственный союзный Бердский радиозавод (БРЗ), с подчинением Министерству промышленности средств связи СССР.
В сентябре 1947 года завод выпустил первую партию радиоприёмников «Рекорд-46». В короткий срок заводом была разработана и освоена широкая номенклатура (свыше 20 наименований) новейшей радиотехники. Самым эффективным в развитии БРЗ считается период с 1965 года по 1986 год, когда предприятием руководил А. Н. Шкулов.
В июле 1985 года БРЗ был преобразован в ПО «Вега», став головным предприятием объединения. В состав ПО «Вега» также вошли следующие учреждения и организации: Бердское СКБ (с опытным производством), Бердское специальное конструкторско-технологическое бюро микроэлектроники и Сузунский завод «Транзистор». В том же году БРЗ за разработку новой техники и передовой технологии был награждён орденом Трудового Красного Знамени. 
Летом 1987 года был представлен советский цифровой радиоприёмник модели "Вега" (серийный выпуск которых был запланирован на Бердском радиозаводе).
С августа 1989 года предприятие стало подчиняться Департаменту радиопромышленности Министерства промышленности РСФСР.
Продукция БРЗ побеждала на многих выставках за границей, продавалась в Турции, в Великобритании, в странах Европы, в Иране, во Вьетнаме и в Африке. Производство кооперировалось с сотнями предприятий Советского Союза и стран СЭВ.

### 1990-е — 2000-е годы
В ноябре 1993 года ПО «Вега» было акционировано, став одноимённым акционерным обществом открытого типа. Через два года произошло сокращение выпуска продукции — почти в 10 раз.
В 1997 году на предприятии было введено конкурсное управление. Гигантский штат в 12 тыс. человек был постепенно сокращен, а способов задействовать производственные линии полного цикла руководством и инвесторами найдено не было. После банкротства в 1998 году от завода остались только производственные корпуса.

## Выпускавшаяся продукция

### Проводные телефонные аппараты
«Вега ТА-201».

### Акустические системы
- «Вега 15АС-404» (1979 год);

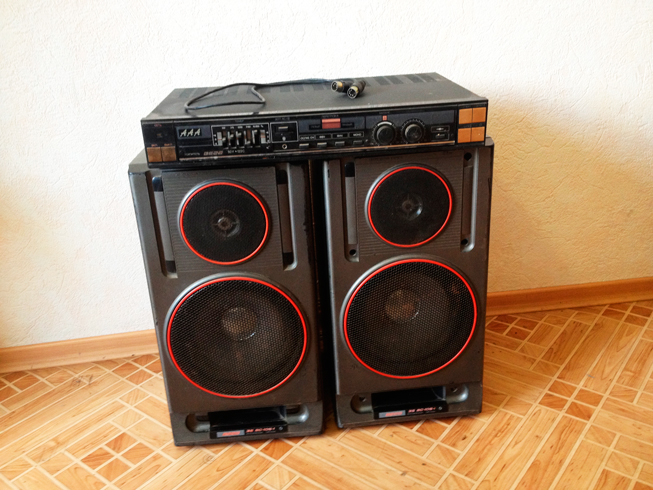
Усилитель «Вега-50У-122С» с акустическими системами 35АС-105.

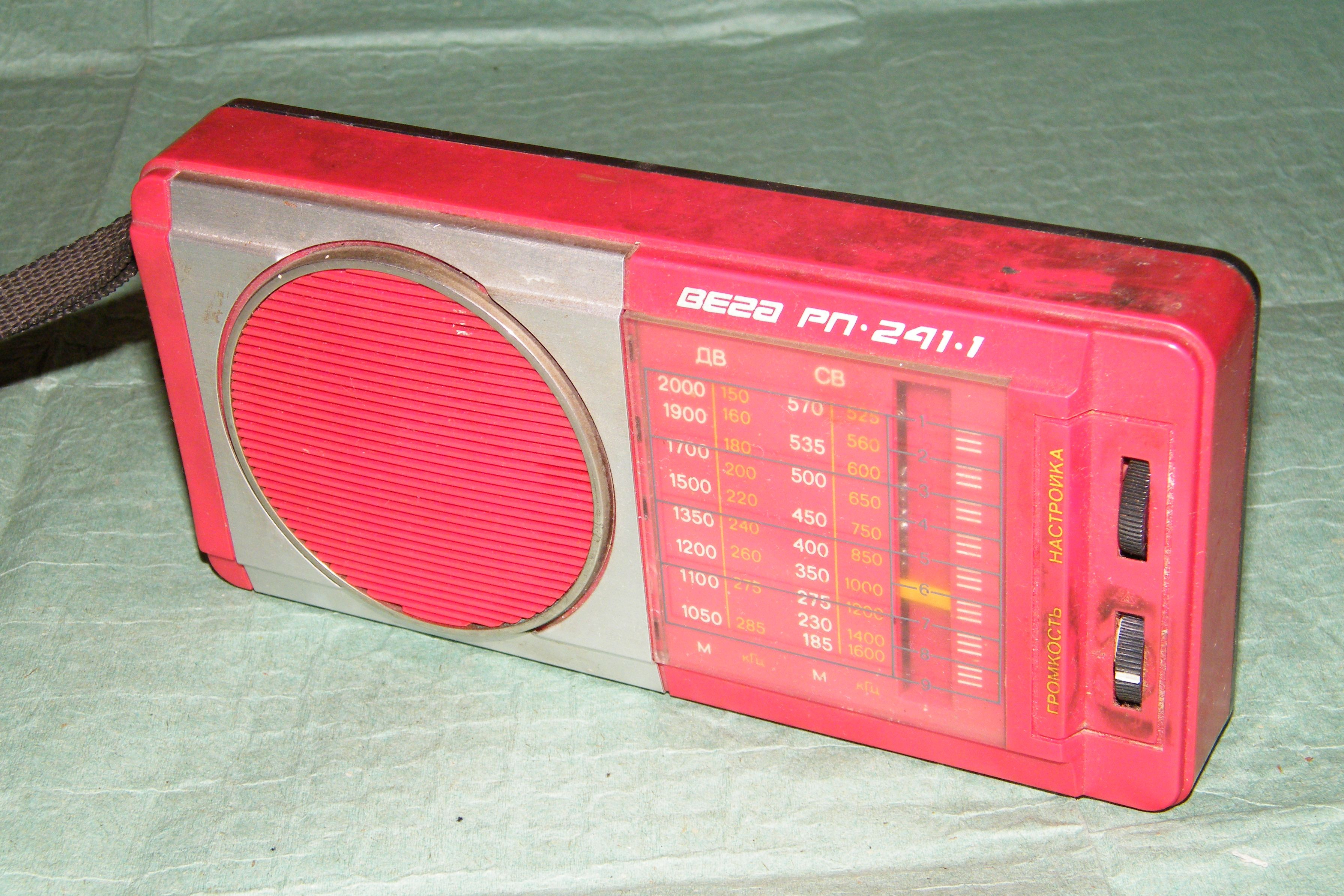
Радиоприёмник «Вега-РП241-1»

- «Вега 5АС-2А» (автомобильная акустическая система);
- «Вега 10МАС-1М»;«Вега 15АС-109»;«Вега 15АС-110»;«Вега 25АС-101»;«Вега 25АС-102»;
- «Вега 25АС-2»;
- «Вега 25АС-302»;
- «Вега 25АС-309»;
- «Вега 25АС-109-1», «Вега 25АС-109-2»;
- «Вега 50АС-103», «Вега 50АС-104»;
- «Вега 35АС-105», «Вега 35АС-105-1»;
- «Вега 50АС-106», «Вега 50АС-106-1», «Вега 50АС-106-2» (для комплекса «Вега-122»);
- «Вега 50АС-107» (опытный образец для комплексов «Вега-124» и «Вега-126»).

### Радиоприёмники
Радиоприёмники : «Вега», «Вега 341», «Вега 341-1», «Вега 342», «Вега 402», «Вега 404», «Вега 407», «Вега РП-241», «Вега РП-241-1», «Вега РП-242», «Вега РП-243», «Вега РП-245С», «Вега РП-245С-1», «Вега РП-246С», «Вега РП-247», «Вега РП-248».

### Радиолы
Радиолы:«Рекорд-68-2» (1968 год), «Рекорд-310» (1970 год), «Рекорд-311» (1972 год), «Рекорд-314» (1973 год), «Вега-312» (1974 год), «Вега-313» (1974 год), «Вега-319» (1974 год), «Вега-323» (1979 год), «Вега-300». (1986 год).

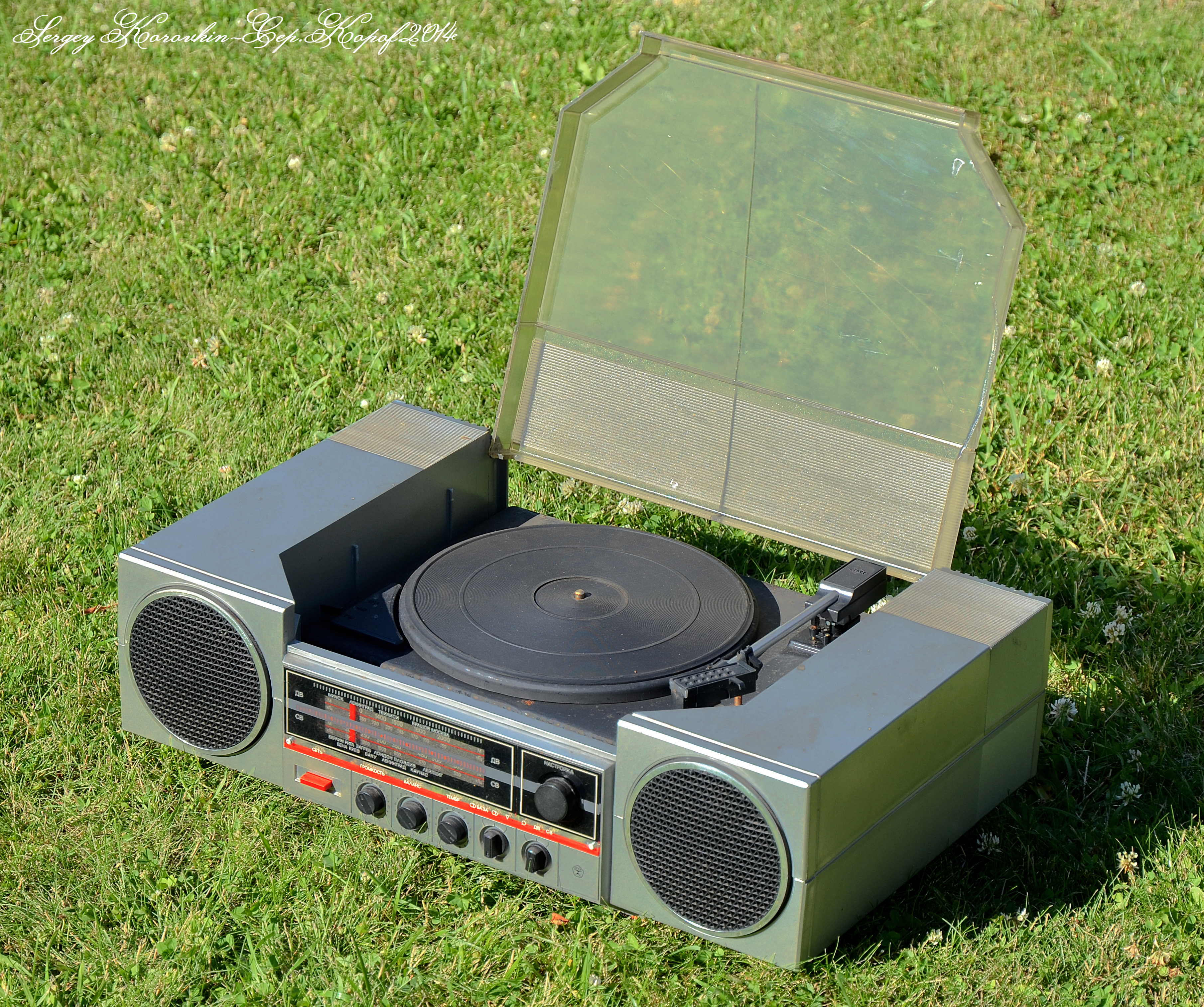
Радиола «Вега-300 стерео»

### Тюнеры
Тюнеры: «Вега-004» (1979 год), «Вега ТМ-122С» (кассивер), (1995 год).

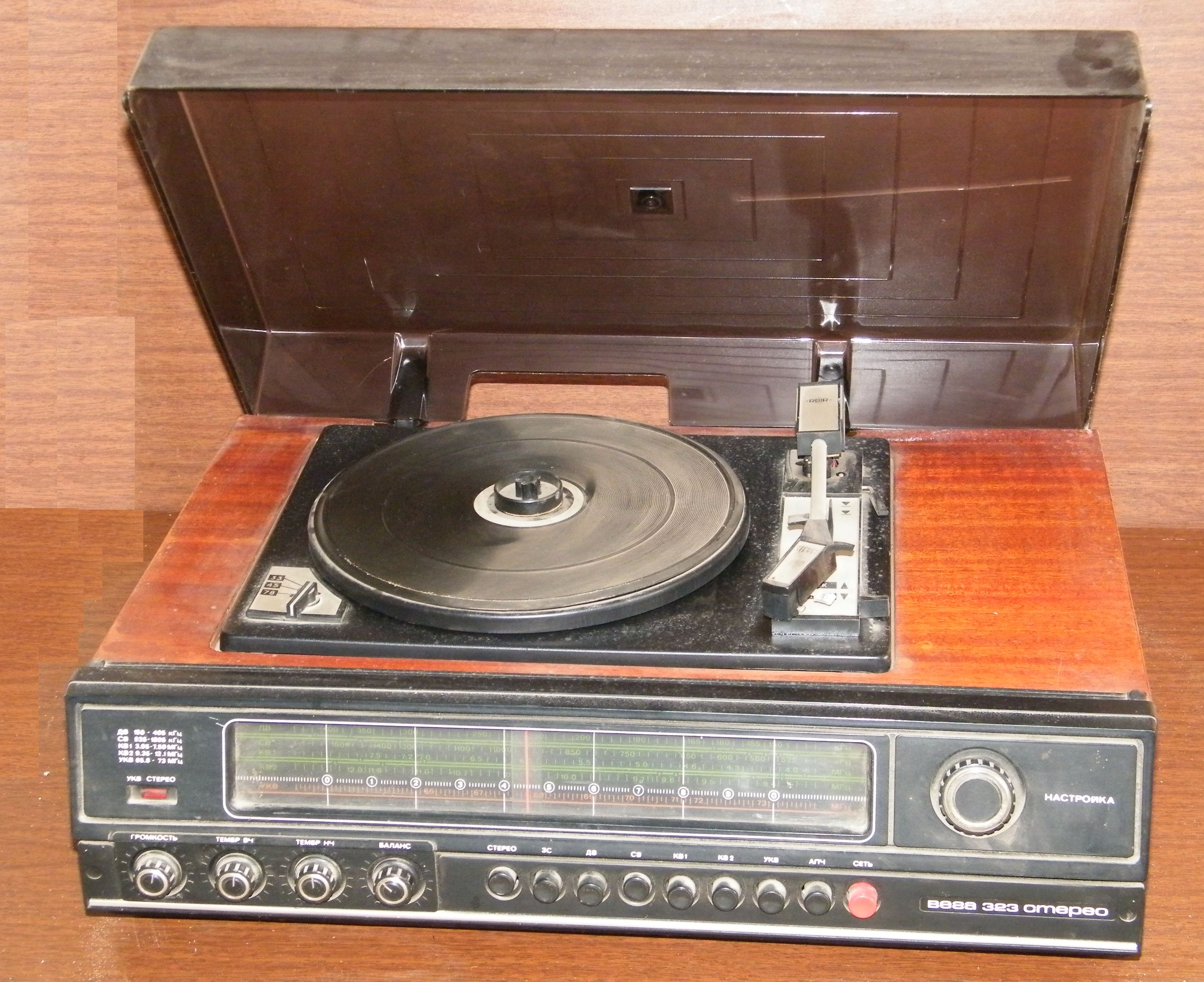
Радиола «Вега-323 стерео»

### Магнитолы
Монофонические: «Рекорд-301» (1970 год), "Вега-320" (1976 год),
«Вега-326» (1977 год), «Вега-331» (1986 год).
Стереофонические: «Вега 328С» (1982 год), «Вега 335» (1985 год), «Вега РМ-335С» (1985 год), «Вега РМ-235С» (1991 год), «Вега РМ-235С-1» (1991 год), «Вега РМ-338С» (1988 год), «Вега РМ-338С-2» (1990 год), «Вега РМ-238С-2» (1992 год), «Вега РМ-250С», «Вега РМ-250С-2» (1993 год), «Вега РМ-250С-3» (1993 год), «Вега РМ-250С-5» (1995 год), «Вега РМ-251С» (1994 год), «Вега РМ-252С» (1993 год), «Вега РМ-252С-2», «Вега РМ-253С» (1993 год), «Вега РМ-255С» (1995 год).

### Магнитофоны и магнитофоны-приставки
магнитофоны-приставки: «Вега МП-120С» (1987 год), «Вега МП-122С» (1987 год).

### Кассетные мини-магнитофоны
Мини-магнитофоны: «Вега М-410С» (1989 год), «Вега М-420С» (1992 год), «Вега М-420С-1» (1993 год).

### Кассетные плееры
Плееры : «Вега П-410С» (1990 год), «Вега П-420С» (1992 год).

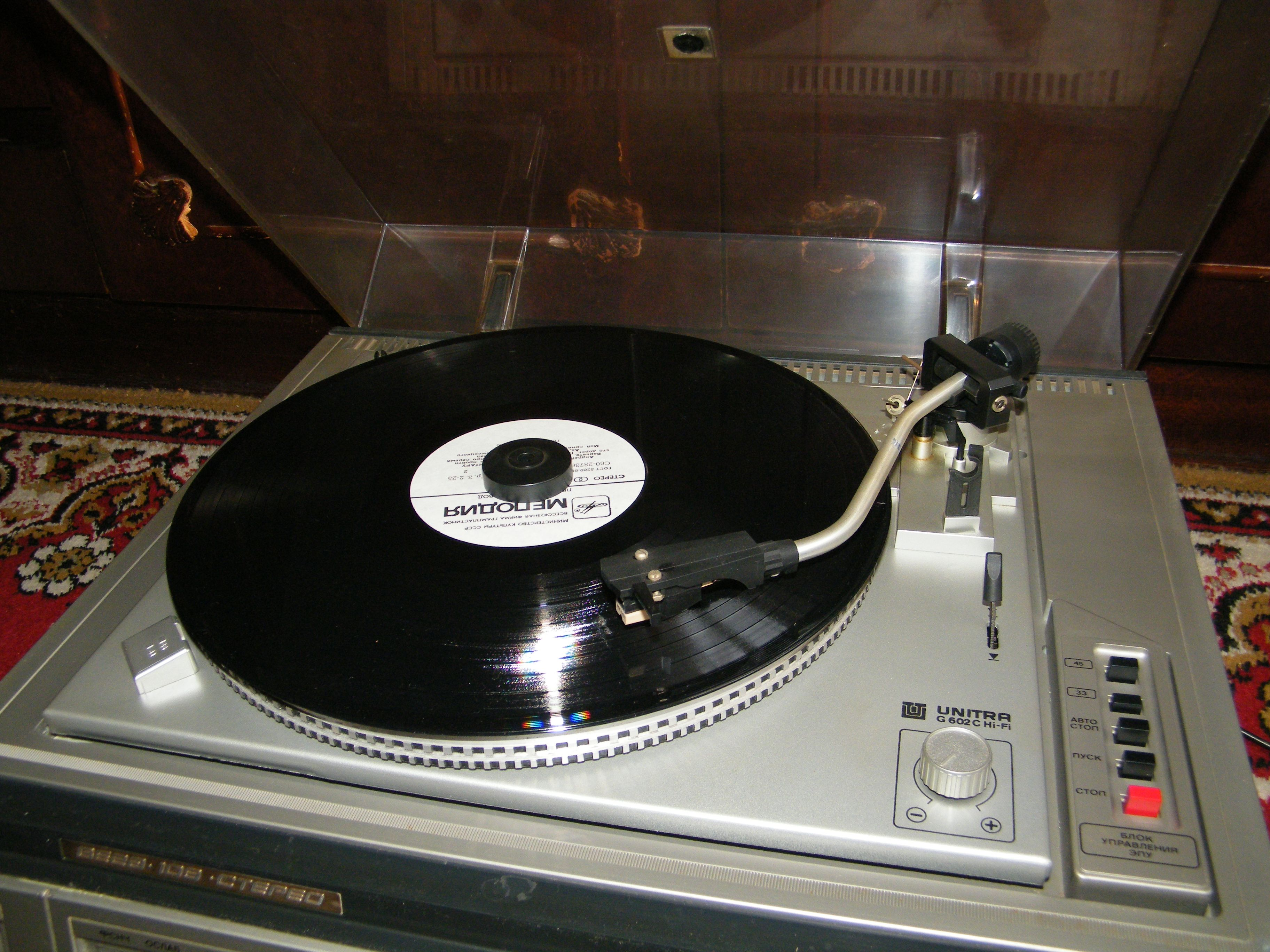
Электрофон «Вега-109-стерео»

### Диктофоны
Диктофоны: «Вега Д-420С» (1992 год), «Вега Д-420СР», «Вега Д-410».

### Радиокомплексы (магниторадиолы / музыкальные центры)

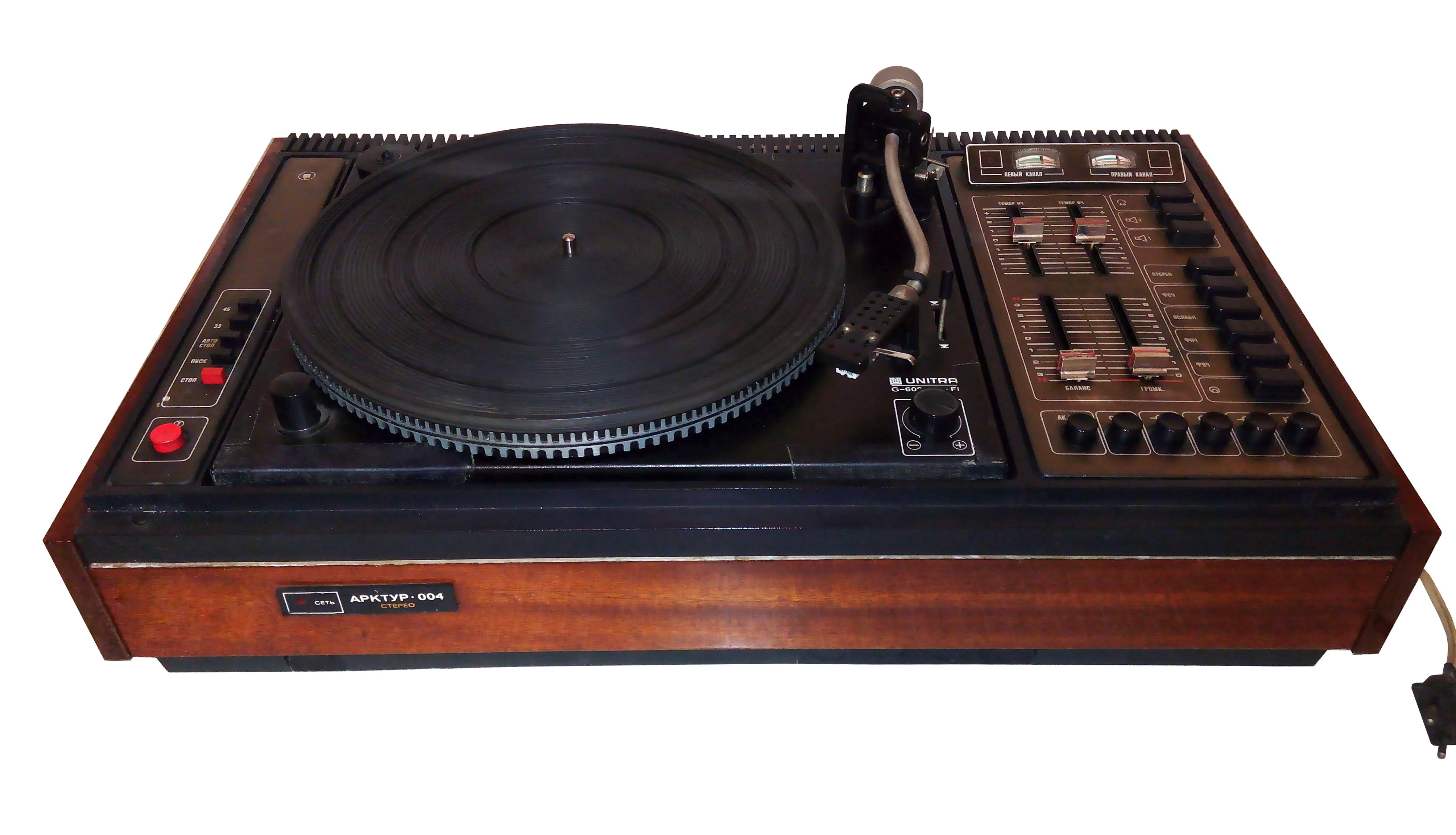
Электрофон «Арктур-004-стерео»

«Вега-115-стерео» (1978), «Вега-117-стерео» (1979), «Вега-119-стерео» (1986).

### Электрофоныи электропроигрыватели виниловых пластинок
«Вега-101-стерео» (1972 год), «Вега-104-стерео» (1976 год), «Вега-106-стерео» (1976 год), «Вега-108-стерео» (1981 год), «Вега-109-стерео» (1986 год), «Вега ЭП-110С» (1987 год), «Вега ЭФ-112 стерео» (1985 год), «Вега ЭП-120С» (1984 год), «Вега ЭП-122С» (1990 год), «Арктур-001-стерео», «Арктур-002-стерео», «Арктур-003-стерео» (1977 год), «Арктур-004-стерео» (1981 год), «Арктур-006-стерео» (1983 год).

### Усилители
Усилители: «Арктур-001-стерео» (1976 год), «Вега 10У-120С», (1987 год) «Вега 25У-122С» (1991 год), «Вега 50У-122С ААА», «Вега 50У-122С» (1991 год).

### Проигрыватели компакт-дисков
Проигрыватели компакт-дисков: «Вега ЛП-007» (1988 год), «Вега ПКД-121С» (1989 год), «Вега ПКД-122С» (1991 год), «Вега PKD-124C» (1994 год), (не имеет отношения к стереокомплексу «Вега-124»).

### Стереокомплексы
музыкальные центры:
- «Вега-120» (состав: «Вега 10У-120С», «Вега МП-120С», «Вега ЭП-120С»);
- «Вега-122» (состав: «Вега 25У-122С/50У-122С ААА/50У-122С», «Вега МП-122С», «Вега ПКД-122С», «Вега ЭП-122С», 50АС-106/50АС-106-1/50АС-106-2);
- «Вега-124» (прототип. состав: опытные образцы усилителя, магнитофона-приставки, электропроигрывателя, ПКД, пульта ДУ и акустики 124-й серии и, возможно, акустики «Вега 50АС-107»)[6];
- «Вега-126» (состоял из опытных образцов устройств 126-й серии и, возможно, акустики «Вега 50АС-107»)[7].

## Преемники
Преемниками бывшего производственного объединения являются:
- ООО «Вега-Арсенал», образованная в 1991 году и специализирующаяся на проектировании, разработке и производстве радиоэлектронной аппаратуры. Предприятие располагается на территории бывшего ПО «Вега»;
- Компания «Вега-Сиб» (полное название Производственно-конструкторское бюро «Вега-Сиб») образована в 1994 году в результате реорганизации ПО «Вега», на базе подразделений разработки радиоэлектронной аппаратуры специального конструкторского бюро (СКБ) ПО «Вега»;
- ОАО «БСКБ „Вега“» (Бердское специальное конструкторское бюро «Вега») является одним из немногих российских производителей сложных функциональных электромеханических и радиоэлектронных устройств;[источник не указан 2751 день]
- Научно-производственное предприятие «Бердский завод радиоприемников» — выпускает бытовые радиоприемники под торговым наименованием «Сигнал»[8].